# Guvernoratul Giza
Guvernoratul Giza (în arabă الجيزة) este o unitate administrativă de gradul I, situată  în  partea de nord a Egiptului. Reședința sa este orașul Giza.